# Minkuotang

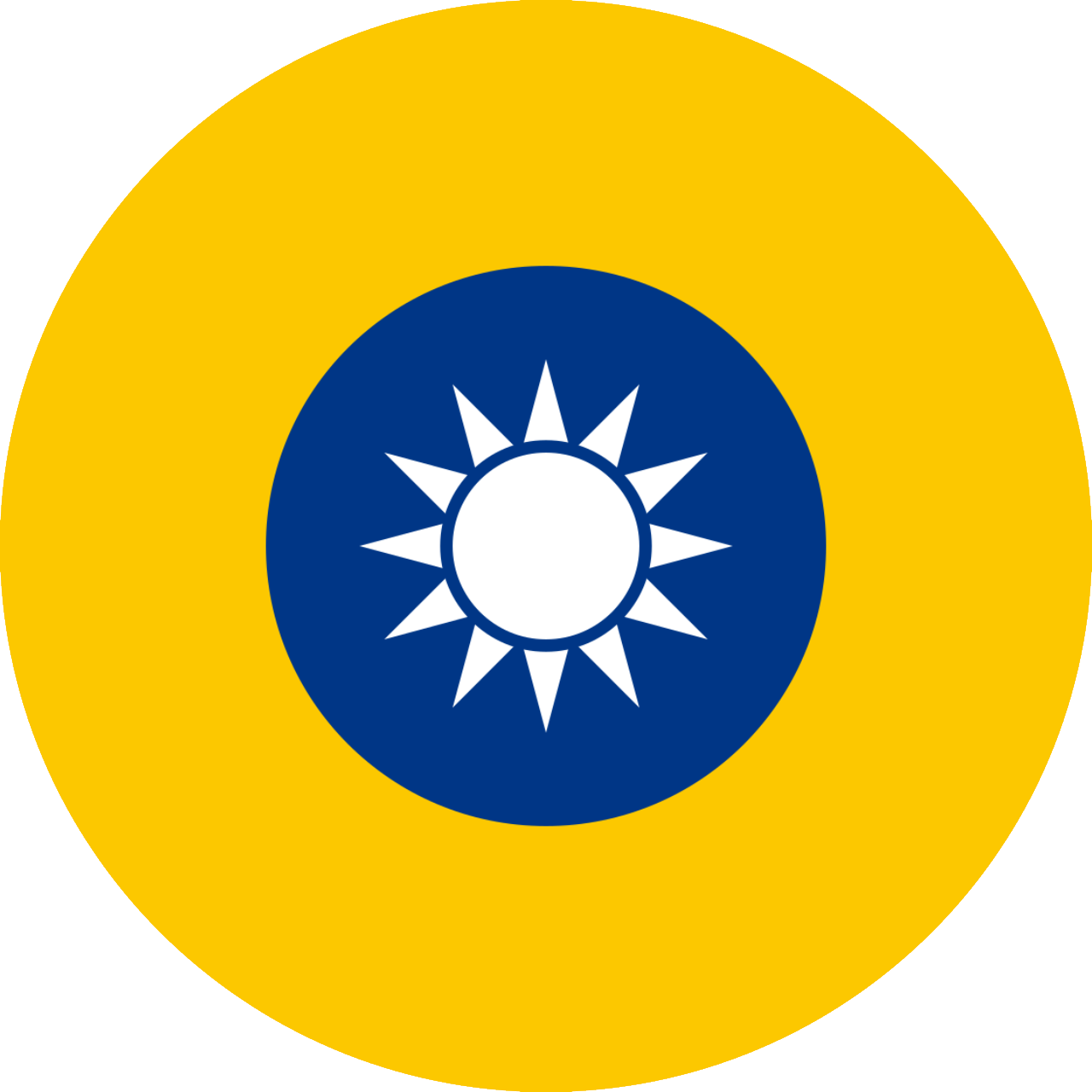
Emblema do Partido

O Partido Republicano da China ou Minkuotang foi um partido politico da República da China fundado em 13 de Março de 2015 por Hsu Hsin-ying, convocando uma assembléia do partido em 18 de Março de 2015. O Partido entrou na Coligação Pan-Azul e posteriormente, em 2019, se fundiu com a Aliança do Partido do Congresso.